# Anento
Anento – gmina w Hiszpanii, w prowincji Saragossa, w Aragonii, o powierzchni 21,52 km². W 2011 roku gmina liczyła 126 mieszkańców.